# L'Androuno
L’Androuno est l’une des rues du village de Gassin, connue comme la « plus petite rue du monde ». Elle est devenue pour cela une curiosité touristique. À son écartement minimum en largeur, elle mesure 29 centimètres,,,,.

## Situation et accès
Située à l’ouest du village, la rue de l’Androuno est accessible au nord par la rue du Moulin à huile, au sud par la rue des Fabriques. Elle a été pavée au XXe siècle comme l’ensemble du village ancien.

## Historique
Le nom de l’Androuno n’apparaît pas dans les documents écrits connus avant le XXe siècle. Les cadastres anciens ne nomment que les rues principales du village. Leur étude montre l’apparition de l’Androuno entre 1763 et 1808. Le passage est apparu durant l’extension de Gassin vers l’ouest après l’époque médiévale, hors des premiers remparts.

## Origine du nom
C’est à la fin du XXe siècle, à l’occasion de la dénomination des rues du village, que la rue prend officiellement le nom d’Androuno, avec cette graphie. Le terme vient du latin andron, dérivé du grec ἀνδρών, hommes qui désignait chez les Grecs une partie des habitations réservée aux hommes. Pour Vitruve et Pline le Jeune, le nom caractérisait un passage entre deux maisons ou entre deux parties d’une même maison.
Le terme est d’usage courant en Provence et dans le sud de la France, attesté depuis longtemps et figure dans les glossaires et dictionnaires depuis le XVIIIe siècle. Frédéric Mistral, dans son Tresor dòu Felibrige, donne comme définition de ce mot « ruelle », « cul-de-sac », « vide qui sépare deux maisons », ou « tour de l’échelle » ; il peut encore évoquer un réduit, une cachette ou des latrines.
Le choix de la graphie ne correspondant pas à celle traditionnellement constatées dans cette région de Provence, mais plutôt à celle en usage dans les régions du sud-ouest.

## Architecture
L’Androuno part du cœur du village pour se terminer, en descendant à l’ouest, vers la voie traversante reliant l’ancien et le nouveau village. Malgré l’architecture particulière du village, dont l’extension moderne ne s’est pas réalisée en étoile, les ruelles couvertes ont été créées de la même manière que dans les autres villages de Provence.

## Fonction
À son extrémité ouest, l’Androuno est surplombée par un passage, à l’endroit où la ruelle devient la plus étroite. Ces « passages couverts fournissent d’efficaces remparts contre les assauts du mistral, la canicule estivale, les giboulées printanières ou les averses de neige ». Ils constituent une constante de l’agglomération méditerranéenne.
Aujourd’hui, plusieurs fonctions plus ou moins fantaisistes lui sont attribuées : utilisation dans le comptage, voire la sélection selon leur grosseur, de moutons, permettre l’écoulement des eaux lors des violents orages ou empêcher la venue d’hommes en arme.
Une androuno peut donc être une ruelle étroite et peu engageante, et de ce fait réservée aux hommes. C’est la théorie évoquée par le chanoine François Durand ou Claude-François Achard, pour qui une androuno est une « ruelle, endroit propre à se cacher ».

## La rue la plus étroite du monde
La rue est considérée comme la rue la plus étroite du monde, notamment par un classement réalisé par National Geographic Russie,,,.

## Rues adjacentes (nord)

### Rue du Puits
La rue du Puits conduit de la rue Longue à la rue de la Calade. Elle doit son nom au puits du XVIe siècle ou XVIIe siècle.

### Rue du Moulin à huile
L’entrée nord de l’Androuno se trouve à la jonction de la rue du Puits et la rue du Moulin à huile. Elle a été nommée en raison de la présence de l’un des moulins à huile du village à l’époque moderne.

## Rues adjacentes (sud)

### Rue des Fabriques
L’Androuno rejoint au sud la rue des Fabriques, nommée ainsi en raison de la présence d’une fabrique de bouchons de liège.

### Place Neuve
La place Neuve doit son nom à sa création postérieure à l’installation des habitants au fort de Gassin et même de son extension jusqu’au XVIIe siècle.